# Campeonato Mundial de Atletismo de 2005 - 100 m feminino
A competição dos 100 metros feminino no Campeonato Mundial de Atletismo de 2005 foi realizada no Estádio Olímpico, em Helsinque, na Finlândia, nos dias 7 e 8 de agosto de 2005. 

## Recordes
Antes desta competição, os recordes mundiais e do campeonato nesta prova eram os seguintes.
| Tipo                  | Atleta                   | Tempo | Local        | Data                 |
| --------------------- | ------------------------ | ----- | ------------ | -------------------- |
|                       | Florence Griffith Joyner | 10.49 | Indianápolis | 16 de julho de 1988  |
| Recorde do campeonato | Marion Jones             | 10.70 | Sevilha      | 28 de agosto de 1999 |

## Medalhistas
| Ouro                  | Prata                   | Bronze                |
| Lauryn Williams (USA) | Veronica Campbell (JAM) | Christine Arron (FRA) |

## Calendário
Todos os horários estão no horário local (UTC+2)
| Data        | Horário | Fase             |
| ----------- | ------- | ---------------- |
| 7 de agosto | 14:45   | Eliminatórias    |
| 7 de agosto | 18:40   | Quartas de final |
| 8 de agosto | 18:50   | Semifinal        |
| 8 de agosto | 21:35   | Final            |

## Resultados

### Eliminatórias
Qualificação: Os 3 primeiros de cada bateria (Q) e os 8 melhores tempos (q) avançam para as quartas de final.
| Pos. | Bateria | Atleta                     | Nacionalidade                   | Tempo | Notas                |
| ---- | ------- | -------------------------- | ------------------------------- | ----- | -------------------- |
| 1    | 2       | Christine Arron            | França                          | 11.15 | Q                    |
| 1    | 4       | Chandra Sturrup            | Bahamas                         | 11.15 | Q                    |
| 3    | 2       | Yulia Nestsiarenka         | Bielorrússia                    | 11.21 | Q,                   |
| 4    | 6       | Veronica Campbell-Brown    | Jamaica                         | 11.30 | Q                    |
| 5    | 8       | Me'Lisa Barber             | Estados Unidos                  | 11.32 | Q                    |
| 6    | 3       | Sherone Simpson            | Jamaica                         | 11.33 | Q                    |
| 7    | 5       | Olga Fedorova              | Rússia                          | 11.36 | Q                    |
| 7    | 8       | Kim Gevaert                | Bélgica                         | 11.36 | Q                    |
| 9    | 5       | Lauryn Williams            | Estados Unidos                  | 11.38 | Q                    |
| 10   | 2       | Zhanna Block               | Ucrânia                         | 11.39 | Q                    |
| 11   | 1       | Maria Karastamati          | Grécia                          | 11.40 | Q                    |
| 11   | 3       | Muna Lee                   | Estados Unidos                  | 11.40 | Q                    |
| 11   | 4       | Lucimar Aparecida de Moura | Brasil                          | 11.40 | Q                    |
| 11   | 6       | Endurance Ojokolo          | Nigéria                         | 11.40 | Q                    |
| 15   | 4       | Mariya Bolikova            | Rússia                          | 11.41 | Q                    |
| 16   | 3       | Manuela Levorato           | Itália                          | 11.46 | Q                    |
| 17   | 6       | Kelly-Ann Baptiste         | Trinidad e Tobago               | 11.48 | Q                    |
| 18   | 1       | Larisa Kruglova            | Rússia                          | 11.50 | Q                    |
| 18   | 5       | Vida Anim                  | Gana                            | 11.50 | Q                    |
| 20   | 7       | Aleen Bailey               | Jamaica                         | 11.52 | Q                    |
| 21   | 5       | Sylviane Félix             | França                          | 11.54 | q                    |
| 22   | 2       | Tahesia Harrigan           | Ilhas Virgens Britânicas        | 11.55 | q                    |
| 22   | 4       | Heidi Hannula              | Finlândia                       | 11.55 | q                    |
| 24   | 1       | Sylvie Mballa Éloundou     | Camarões                        | 11.59 | Q                    |
| 24   | 3       | Delphine Atangana          | Camarões                        | 11.59 | q                    |
| 26   | 7       | Geraldine Pillay           | África do Sul                   | 11.60 | Q                    |
| 27   | 1       | Mercy Nku                  | Nigéria                         | 11.61 | q                    |
| 27   | 8       | Oluwatoyin Olupona         | Canadá                          | 11.61 | Q                    |
| 29   | 6       | LaVerne Jones-Ferrette     | Ilhas Virgens Americanas        | 11.63 | Q                    |
| 30   | 7       | Affoué Amandine Allou      | Costa do Marfim                 | 11.65 | Q                    |
| 31   | 4       | Alenka Bikar               | Eslovênia                       | 11.68 | q                    |
| 32   | 7       | Emma Ania                  | Grã-Bretanha                    | 11.69 | q                    |
| 33   | 8       | Melisa Murillo             | Colômbia                        | 11.71 |                      |
| 34   | 5       | Deysie Natalia Sumigar     | Indonésia                       | 11.88 |                      |
| 35   | 2       | Yah Soucko Koïta           | Mali                            | 12.06 |                      |
| 36   | 3       | Gloria Diogo               | São Tomé e Príncipe             | 12.09 |                      |
| 37   | 3       | Basma Al-Eshosh            | Jordânia                        | 12.37 | Recorde da temporada |
| 38   | 8       | Tricia Flores              | Belize                          | 12.59 |                      |
| 39   | 1       | Diane Borg                 | Malta                           | 12.61 |                      |
| 40   | 3       | Ngerak Florencio           | Palau                           | 12.64 | Recorde nacional     |
| 41   | 5       | Desiree Craggette          | Guam                            | 12.80 | Recorde nacional     |
| 42   | 7       | Curlee Gumbs               | Anguila                         | 12.87 |                      |
| 43   | 7       | Valentina Nazarova         | Turquemenistão                  | 12.87 | Recorde da temporada |
| 44   | 8       | Olga Gerasimova            | Tajiquistão                     | 12.95 | Recorde pessoal      |
| 45   | 7       | Montserrat Pujol           | Andorra                         | 13.01 |                      |
| 46   | 6       | Im Wa Cheong               | Macau                           | 13.04 | Recorde da temporada |
| 47   | 8       | Rosa Mystique Jone         | Nauru                           | 13.16 |                      |
| 48   | 5       | Marie-Victoire Mboh        | República Centro-Africana       | 13.25 | Recorde pessoal      |
| 49   | 2       | Pauline Kwalea             | Ilhas Salomão                   | 13.43 | Recorde pessoal      |
| 50   | 1       | Dolores Dogba              | Polinésia Francesa              | 13.44 |                      |
| 51   | 2       | Tit Linda Sou              | Camboja                         | 13.45 | Recorde pessoal      |
| 52   | 6       | Evangeleen Ikelap          | Estados Federados da Micronésia | 13.51 | Recorde da temporada |
| 53   | 7       | Christina Maltape          | Vanuatu                         | 13.65 | Recorde da temporada |
| 54   | 4       | Kaitinano Mwemweata\|      | Kiribati                        | 13.80 | Recorde da temporada |
| 55   | 4       | Severina Chilala           | Angola                          | 14.21 | Recorde pessoal      |
| -    | 1       | Takilang Kabua             | Ilhas Marshall                  | DNS   |                      |
| -    | 6       | Shu-Chuan Chuang           | Taipé Chinesa                   | DNS   |                      |

### Quartas de final
Qualificação: Os 3 primeiros de cada bateria (Q) e os 4 melhores tempos (q) avançam para as semifinais.
| Pos. | Bateria | Atleta                     | Nacionalidade            | Tempo | Notas                |
| ---- | ------- | -------------------------- | ------------------------ | ----- | -------------------- |
| 1    | 2       | Christine Arron            | França                   | 11.03 | Q                    |
| 2    | 3       | Chandra Sturrup            | Bahamas                  | 11.10 | Q                    |
| 3    | 4       | Sherone Simpson            | Jamaica                  | 11.12 | Q                    |
| 4    | 4       | Me'Lisa Barber             | Estados Unidos           | 11.15 | Q                    |
| 5    | 1       | Veronica Campbell-Brown    | Jamaica                  | 11.17 | Q                    |
| 6    | 2       | Yulia Nestsiarenka         | Bielorrússia             | 11.18 | Q,                   |
| 7    | 1       | Lauryn Williams            | Estados Unidos           | 11.22 | Q                    |
| 7    | 3       | Muna Lee                   | Estados Unidos           | 11.22 | Q                    |
| 9    | 3       | Kim Gevaert                | Bélgica                  | 11.25 | Q                    |
| 10   | 2       | Zhanna Block               | Ucrânia                  | 11.27 | Q                    |
| 10   | 3       | Mariya Bolikova            | Rússia                   | 11.27 | q                    |
| 12   | 4       | Lucimar Aparecida de Moura | Brasil                   | 11.28 | Q                    |
| 13   | 2       | Aleen Bailey               | Jamaica                  | 11.29 | q                    |
| 13   | 3       | Maria Karastamati          | Grécia                   | 11.29 | q                    |
| 15   | 4       | Endurance Ojokolo          | Nigéria                  | 11.33 | q                    |
| 16   | 1       | Olga Fedorova              | Rússia                   | 11.37 | Q                    |
| 17   | 4       | Vida Anim                  | Gana                     | 11.41 | Recorde da temporada |
| 18   | 4       | Kelly-Ann Baptiste         | Trinidad e Tobago        | 11.42 |                      |
| 19   | 2       | Tahesia Harrigan           | Ilhas Virgens Britânicas | 11.47 |                      |
| 20   | 1       | Geraldine Pillay           | África do Sul            | 11.48 |                      |
| 21   | 3       | Sylviane Félix             | França                   | 11.51 |                      |
| 21   | 4       | LaVerne Jones-Ferrette     | Ilhas Virgens Americanas | 11.51 |                      |
| 23   | 1       | Heidi Hannula              | Finlândia                | 11.52 |                      |
| 23   | 4       | Delphine Atangana          | Camarões                 | 11.52 |                      |
| 25   | 1       | Manuela Levorato           | Itália                   | 11.54 |                      |
| 26   | 1       | Sylvie Mballa Éloundou     | Camarões                 | 11.55 |                      |
| 27   | 2       | Larisa Kruglova            | Rússia                   | 11.56 |                      |
| 28   | 1       | Mercy Nku                  | Nigéria                  | 11.57 |                      |
| 28   | 2       | Affoué Amandine Allou      | Costa do Marfim          | 11.57 |                      |
| 28   | 2       | Emma Ania                  | Grã-Bretanha             | 11.57 |                      |
| 28   | 3       | Oluwatoyin Olupona         | Canadá                   | 11.57 |                      |
| 32   | 3       | Alenka Bikar               | Eslovênia                | 11.69 |                      |

### Semifinal
Qualificação: Os 4 primeiros de cada bateria (Q)  avançam para as finais.
| Pos. | Bateria | Atleta             | Nacionalidade  | Tempo | Notas                |
| ---- | ------- | ------------------ | -------------- | ----- | -------------------- |
| 1    | 1       | Christine Arron    | França         | 10.96 | Q                    |
| 2    | 1       | Veronica Campbell  | Jamaica        | 11.00 | Q                    |
| 3    | 2       | Lauryn Williams    | Estados Unidos | 11.03 | Q                    |
| 4    | 1       | Me'Lisa Barber     | Estados Unidos | 11.08 | Q                    |
| 5    | 2       | Chandra Sturrup    | Bahamas        | 11.09 | Q                    |
| 6    | 1       | Muna Lee           | Estados Unidos | 11.10 | Q,                   |
| 7    | 2       | Yulia Nestsiarenka | Bielorrússia   | 11.10 | Q,                   |
| 8    | 2       | Sherone Simpson    | Jamaica        | 11.15 | Q                    |
| 9    | 2       | Zhanna Block       | Ucrânia        | 11.18 | Recorde da temporada |
| 10   | 2       | Maria Karastamati  | Grécia         | 11.20 |                      |
| 11   | 1       | Aleen Bailey       | Jamaica        | 11.23 |                      |
| 12   | 2       | Lucimar de Moura   | Brasil         | 11.27 |                      |
| 13   | 1       | Olga Fedorova      | Rússia         | 11.27 |                      |
| 14   | 1       | Kim Gevaert        | Bélgica        | 11.30 |                      |
| 15   | 2       | Mariya Bolikova    | Rússia         | 11.31 |                      |
| 16   | 1       | Endurance Ojokolo  | Nigéria        | 11.60 |                      |

### Final
A final ocorreu dia 8 de agosto às 21:35. 
| Pos.              | Atleta             | Nacionalidade  | Tempo | Notas                |
| ----------------- | ------------------ | -------------- | ----- | -------------------- |
| Medalha de ouro   | Lauryn Williams    | Estados Unidos | 10.93 |                      |
| Medalha de prata  | Veronica Campbell  | Jamaica        | 10.95 | Recorde da temporada |
| Medalha de bronze | Christine Arron    | França         | 10.98 |                      |
| 4                 | Chandra Sturrup    | Bahamas        | 11.09 |                      |
| 5                 | Me'Lisa Barber     | Estados Unidos | 11.09 |                      |
| 6                 | Sherone Simpson    | Jamaica        | 11.09 |                      |
| 7                 | Muna Lee           | Estados Unidos | 11.09 | Recorde da temporada |
| 8                 | Yulia Nestsiarenka | Bielorrússia   | 11.13 |                      |

Legenda
| Recorde mundial       | Recorde mundial (World record)               |                       | Recorde africano                      | Recorde africano (African) |                                           | Q | Classificado por posição (Qualified) |
| Recorde do campeonato | Recorde do campeonato (Championship record)  | Recorde da América    | Recorde da América (Americas)         | q                          | Classificado por melhor tempo (Qualified) |   |                                      |
| Melhor marca do ano   | Melhor marca do ano (World leading)          | Recorde asiático      | Recorde asiático (Asian)              | DNS                        | Não largou (Did not start)                |   |                                      |
| Recorde nacional      | Recorde nacional (National record)           | Recorde europeu       | Recorde europeu (European)            | DNF                        | Não terminou (Did not finish)             |   |                                      |
| Recorde pessoal       | Recorde pessoal do atleta (Personal best)    | Recorde da Oceania    | Recorde da Oceania (Oceania)          | DSQ / DQ                   | Desclassificado (Disqualified)            |   |                                      |
| Recorde da temporada  | Recorde da temporada do atleta (Season best) | Recorde sul-americano | Recorde sul-americano (South America) | NM                         | Sem marca (No mark)                       |   |                                      |